# Gras de tableau noir
 (janvier 2011).
Si vous disposez d'ouvrages ou d'articles de référence ou si vous connaissez des sites web de qualité traitant du thème abordé ici, merci de compléter l'article en donnant les références utiles à sa vérifiabilité et en les liant à la section « Notes et références ».

Un exemple de lettres en gras de tableau noir.

Le gras de tableau noir ou du tableau noir,, ou encore lettres ajourées ou lettres double barre ou blackboard gras, est un style de fonte de caractères où l’on retrouve certaines lettres avec une barre, oblique ou verticale, en double. Elle est régulièrement utilisée dans les textes de mathématiques et de physique. Les symboles décrivent généralement des ensembles de nombres.

## Description
TeX, le logiciel le plus utilisé pour produire des textes mathématiques, ne possède pas cette fonte de caractères, mais l'AMS fournit le jeu de caractères. Par exemple, le R en Blackboard gras s'écrit \mathbb{R} tant en mode texte qu'en mode mathématique.
En Unicode, quelques caractères Blackboard gras (C, H, N, P, Q, R et Z) sont disponibles dans le BMP (bloc 2100–214F). Le symbole C, par exemple, est appelé « DOUBLE-STRUCK CAPITAL C » (U+2102). Les autres caractères apparaissent en dehors du BMP, de U+1D538 à U+1D550 (lettres majuscules, en excluant ceux déjà présents dans le BMP), de U+1D552 à U+1D56B (lettres minuscules) et de U+1D7D8 à U+1D7E1 (chiffres). Étant en dehors du BMP, ils sont rarement disponibles.

## Historique
Dans certains textes, ces symboles sont simplement mis en gras. Le Blackboard gras trouve son origine dans les tentatives d'écrire des lettres en gras sur des tableaux noirs (blackboards en anglais) dans le but de les distinguer des autres symboles.
Une rumeur affirme que Nicolas Bourbaki, un groupe de mathématiciens français, a introduit ces symboles, mais plusieurs raisons vont à l'encontre de cette idée :
1. Ces symboles n'apparaissent pas dans les livres publiés par Bourbaki (ce sont des symboles en noirs seulement) avant ou au début de la période où ils apparaissent dans les textes mathématiques. Par exemple, dans les publications de l'université de Princeton, ces lettres étaient barrées (un I barrait le R et le C), tout comme dans l'ouvrage typographié de Gunning et Rossi sur les variables complexes.
2. Jean-Pierre Serre, membre de Bourbaki, s'est publiquement opposé à son utilisation ailleurs que sur un tableau[5].

## Exemples
Le tableau suivant montre les symboles les plus fréquemment utilisés.
La première colonne montre la lettre telle que rendue en LaTeX. La deuxième contient le code Unicode. La troisième montre le symbole même, qui s'affiche correctement si le navigateur web supporte Unicode et qu'il a accès à une bibliothèque de caractères appropriée (si ce n'est pas le cas, voir Aide:Unicode). La quatrième donne l'usage le plus fréquent en mathématiques.
| LaTeX                        | Unicode | Symbole | Usage en mathématiques |  |
| Latin                        | Latin   | Latin   | Latin |  |
| ---------------------------- | ------- | ------- | --- |  |
| {\displaystyle \mathbb {A} } | U+1D538 | 𝔸       | Représente l'espace affine ou l'anneau des adèles. Parfois, peut représenter un nombre algébrique ou la clôture algébrique de ℚ souvent notée {\displaystyle {\bar {\mathbb {Q} }}}. |  |
|                              | U+1D552 | 𝕒       | |  |
| {\displaystyle \mathbb {B} } | U+1D539 | 𝔹       | Représente une boule, parfois un anneau de Boole. |  |
|                              | U+1D553 | 𝕓       | |  |
| {\displaystyle \mathbb {C} } | U+2102  | ℂ       | Représente l'ensemble des nombres complexes. |  |
|                              | U+1D554 | 𝕔       | |  |
| {\displaystyle \mathbb {D} } | U+1D53B | 𝔻       | Représente le disque unité dans un plan complexe, l'ensemble des nombres décimaux ou la partie décimale d'un nombre. |  |
|                              | U+1D555 | 𝕕       | |  |
| {\displaystyle D\!\!\!\!D}   | U+2145  | ⅅ       | |  |
| {\displaystyle \,d\!\!\!\!d} | U+2146  | ⅆ       | Peut représenter le symbole de la différentielle. |  |
| {\displaystyle \mathbb {E} } | U+1D53C | 𝔼       | Représente l'espérance mathématique d'une variable aléatoire. |  |
|                              | U+1D556 | 𝕖       | |  |
| {\displaystyle e\!\!e}       | U+2147  | ⅇ       | Parfois utilisé pour représenter la constante mathématique e. |  |
| {\displaystyle \mathbb {F} } | U+1D53D | 𝔽       | Représente un corps commutatif. Souvent utilisé pour un corps fini, accompagné d'un indice pour l'ordre. Peut aussi représenter la surface de Hirzebruch. |  |
|                              | U+1D557 | 𝕗       | |  |
| {\displaystyle \mathbb {G} } | U+1D53E | 𝔾       | Représente une grassmannienne. |  |
|                              | U+1D558 | 𝕘       | |  |
| {\displaystyle \mathbb {H} } | U+210D  | ℍ       | Représente l'ensemble des quaternions (aussi appelés « hypernombres ») en référence à leur inventeur Hamilton, la partie supérieure du plan complexe ou l'espace hyperbolique. |  |
|                              | U+1D559 | 𝕙       | |  |
| {\displaystyle \mathbb {I} } | U+1D540 | 𝕀       | Utilisé parfois pour représenter l'intervalle unité fermé ou l'idéal de polynômes qui disparaissent dans un sous-ensemble. À l'occasion, l'application d'une identité sur une structure algébrique ou la fonction indicatrice. Également, à l'occasion, l'ensemble des nombres imaginaires (c'est-à-dire tous les multiples de i), qui est plus souvent indiqué par iℝ. |  |
|                              | U+1D55A | 𝕚       | |  |
| {\displaystyle i\!i}         | U+2148  | ⅈ       | Parfois pour l'unité imaginaire |  |
| {\displaystyle \mathbb {J} } | U+1D541 | 𝕁       | Représente parfois les nombres irrationnels (ℚ ôté de ℝ : ℝ\ℚ). |  |
|                              | U+1D55B | 𝕛       | |  |
| {\displaystyle j\!\!j}       | U+2149  | ⅉ       | |  |
| {\displaystyle \mathbb {K} } | U+1D542 | 𝕂       | Représente souvent un corps quelconque noté ainsi plutôt que ℂ, celui-ci étant déjà pris par le corps complexe. |  |
| {\displaystyle \mathbb {k} } | U+1D55C | 𝕜       | |  |
| {\displaystyle \mathbb {L} } | U+1D543 | 𝕃       | Représente le motif de Lefschetz (voir Motif (géométrie algébrique)). |  |
|                              | U+1D55D | 𝕝       | |  |
| {\displaystyle \mathbb {M} } | U+1D544 | 𝕄       | Parfois utilisé pour le groupe Monstre. L'ensemble de toutes les matrices m par n est parfois noté 𝕄(m, n). |  |
|                              | U+1D55E | 𝕞       | |  |
| {\displaystyle \mathbb {N} } | U+2115  | ℕ       | Représente les entiers naturels. |  |
|                              | U+1D55F | 𝕟       | |  |
| {\displaystyle \mathbb {O} } | U+1D546 | 𝕆       | Représente les octonions. |  |
|                              | U+1D560 | 𝕠       | |  |
| {\displaystyle \mathbb {P} } | U+2119  | ℙ       | Représente un espace projectif, la probabilité d'un évènement, l'ensemble des nombres premiers ou l'ensemble des parties d'un ensemble. |  |
|                              | U+1D561 | 𝕡       | |  |
| {\displaystyle \mathbb {Q} } | U+211A  | ℚ       | Représente l'ensemble des nombres rationnels. Le Q rappelle le quotient. |  |
|                              | U+1D562 | 𝕢       | |  |
| {\displaystyle \mathbb {R} } | U+211D  | ℝ       | Représente l'ensemble des nombres réels. |  |
|                              | U+1D563 | 𝕣       | |  |
| {\displaystyle \mathbb {S} } | U+1D54A | 𝕊       | Représente les sédénions ou une sphère. |  |
|                              | U+1D564 | 𝕤       | |  |
| {\displaystyle \mathbb {T} } | U+1D54B | 𝕋       | Représente un tore ou le groupe circulaire. |  |
|                              | U+1D565 | 𝕥       | |  |
| {\displaystyle \mathbb {U} } | U+1D54C | 𝕌       | Représente le groupe des racines n-ièmes de l'unité (souvent noté {\displaystyle \mathbb {U} _{n}}) ou l'ensemble des nombres de module un (c.-à-d. le cercle unité qui également l'ensemble de toutes les racines de l'unité ; dans ce cas simplement noté {\displaystyle \mathbb {U} }).                                                                              |  |
|                              | U+1D566 | 𝕦       | |  |
| {\displaystyle \mathbb {V} } | U+1D54D | 𝕍       | Représente un espace vectoriel ou une variété affine créée par un ensemble de polynômes ou la variance d'une variable aléatoire. |  |
|                              | U+1D567 | 𝕧       | |  |
| {\displaystyle \mathbb {W} } | U+1D54E | 𝕎       | Représente à l'occasion l'ensemble de tous les entiers naturels positifs, que l'on représente aussi par ℕ0. |  |
|                              | U+1D568 | 𝕨       | |  |
| {\displaystyle \mathbb {X} } | U+1D54F | 𝕏       | Parfois utilisé pour indiquer un espace métrique arbitraire. |  |
|                              | U+1D569 | 𝕩       | |  |
| {\displaystyle \mathbb {Y} } | U+1D550 | 𝕐       | |  |
|                              | U+1D56A | 𝕪       | |  |
| {\displaystyle \mathbb {Z} } | U+2124  | ℤ       | Représente l'ensemble des entiers relatifs. Le Z provient de Zahlen, mot allemand pour entiers. |  |
|                              | U+1D56B | 𝕫       | |  |
| Grec                         |         |         | |  |
|                              | U+213E  | ℾ       | |  |
|                              | U+213D  | ℽ       | |  |
|                              | U+213F  | ℿ       | |  |
|                              | U+213C  | ℼ       | |  |
|                              | U+2140  | ⅀       | |  |
| Chiffres                     |         |         | |  |
|                              | U+1D7D8 | 𝟘       | |  |
|                              | U+1D7D9 | 𝟙       | Régulièrement, en théorie des ensembles, représente l'élément top du forcing d'un ensemble partiellement ordonné. Parfois utilisé pour la matrice identité d'un anneau matriciel ou pour désigner la fonction caractéristique. |  |
|                              | U+1D7DA | 𝟚       | Représente souvent, dans la théorie des catégories, la catégorie intervallaire. |  |
|                              | U+1D7DB | 𝟛       | |  |
|                              | U+1D7DC | 𝟜       | |  |
|                              | U+1D7DD | 𝟝       | |  |
|                              | U+1D7DE | 𝟞       | |  |
|                              | U+1D7DF | 𝟟       | |  |
|                              | U+1D7E0 | 𝟠       | |  |
|                              | U+1D7E1 | 𝟡       | |  |